# Cécile Aubry
Cécile Aubry (3 de agosto de 1928-19 de julio de 2010) fue una actriz cinematográfica, autora y guionista y directora televisiva francesa.

## Biografía
Su verdadero nombre era Anne-José Madeleine Henriette Bénard, y nació en París, Francia.
Aubry empezó su carrera artística como bailarina, y a los 20 años de edad firmó un contrato con 20th Century Fox. Su gran oportunidad llegó con el film de Henri-Georges Clouzot Manon (1949), el cual consiguió el León de Oro del afamado Festival Internacional de Cine de Venecia. Gracias a ello obtuvo un primer papel junto a Tyrone Power y Orson Welles en el largometraje dirigido por Henry Hathaway The Black Rose (1950). También tuvo una destacada interpretación en el film de Christian-Jacque Barbe-Bleue (1952), uno de los primeros títulos franceses producidos en color. 
Durante un corto período de tiempo consiguió trabajar con éxito en Hollywood y firmando un lucrativo contrato con Fox. Empleó a sus padres como equipo publicitario, apareciendo regularmente en revistas cinematográficas francesas como ejemplo de la perfecta femineidad francoamericana.
Su carrera en el cine fue corta, viéndose interrumpida por su matrimonio de seis años de duración con Si Brahim El Glaoui, el hijo mayor de pasha de Marrakech. Por ello anunció su retiro en 1959, afirmando que únicamente había disfrutado del cine por sus oportunidades para viajar. Después se dedicó a escribir libros infantiles e historias para programas televisivos infantiles, todo ello con considerable éxito. En Francia fue conocida por su serie televisiva infantil Poly, acerca de un muchacho y un caballo, y por Belle et Sébastien, adaptación televisiva de sus libros. El personaje principal en ambas series era interpretado por su hijo, Mehdi El Glaoui (acreditado como "Mehdi").
Cécile Aubry falleció el 19 de julio de 2010 a causa de un cáncer de pulmón en Dourdan, Francia a los 81 años. Fue enterrada en el Cementerio de Montrouge, en París.